# Diocesi di Rrëshen

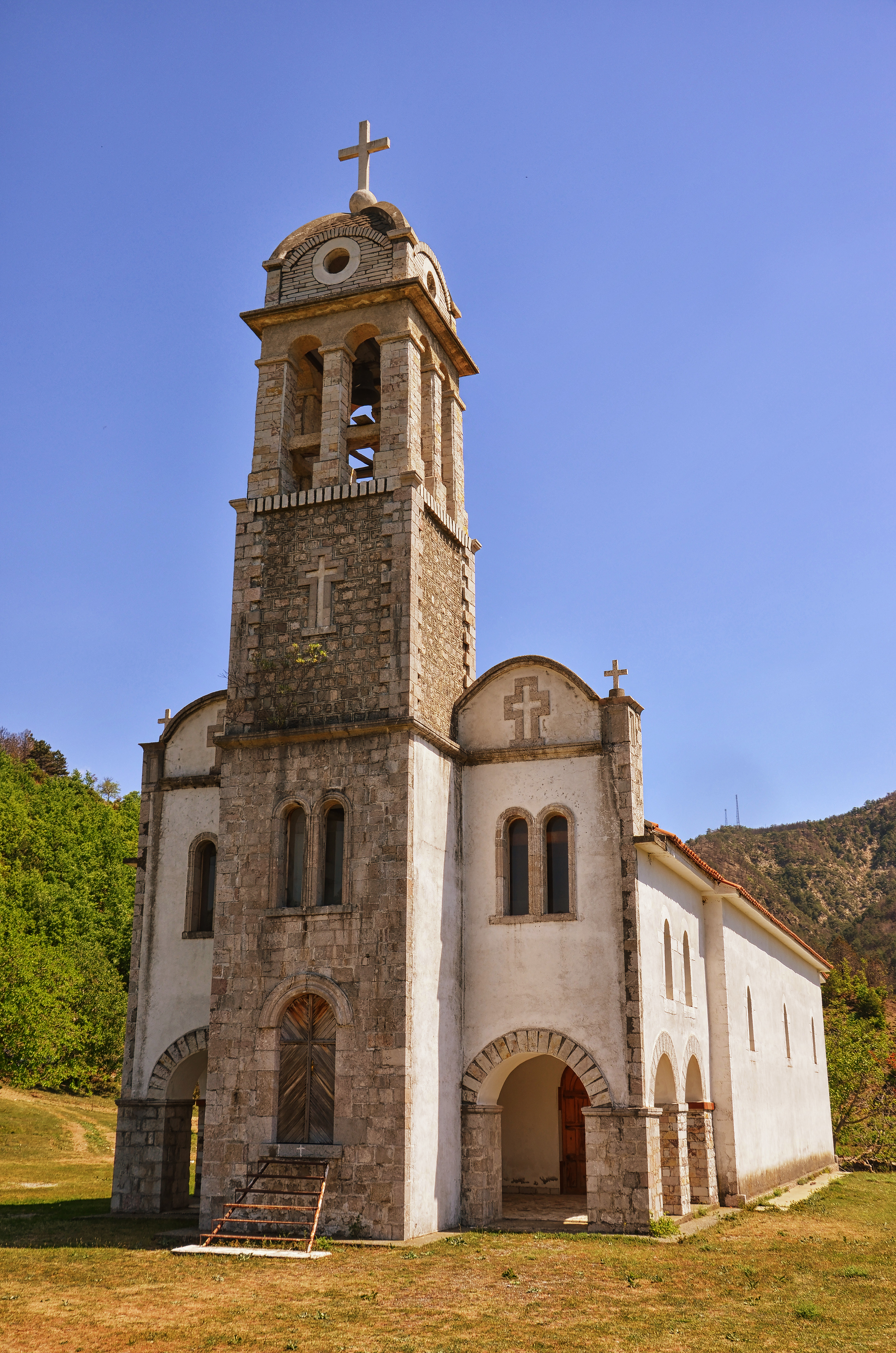
La chiesa di Sant'Alessandro a Orosh, ex chiesa cattedrale dell'omonima abbazia territoriale.

La diocesi di Rrëshen (in latino Dioecesis Rrësheniensis) è una sede della Chiesa cattolica in Albania suffraganea dell'arcidiocesi di Tirana-Durazzo. Nel 2022 contava 50.890 battezzati su 171.370 abitanti. È retta dal vescovo Gjergj Meta.

## Territorio
La diocesi comprende l'intera prefettura di Dibër e il distretto di Mirditë nella prefettura di Alessio, in Albania.
Sede vescovile è la città di Rrëshen, dove si trova la cattedrale di Gesù Salvatore del Mondo. A Orosh, frazione del comune di Mirdizia, si trova la chiesa di Sant'Alessandro, ex chiesa cattedrale dell'abbazia territoriale di Orosh.
Il territorio si estende su 2.977 km² ed è suddiviso in 13 parrocchie.

## Storia
L'origine dell'abbazia di Sant'Alessandro dei Mirditi di Orosh si perde nella notte dei tempi. Il più antico documento che parli dell'abbazia risale al 1313. Secondo un altro documento del 1426 l'abate di Orosh dipendeva direttamente dalla Santa Sede. È noto un abate domenicano, Thomas Cosjevich, all'inizio del XVI secolo. Successivamente papa Clemente VIII la affidò ai francescani e in seguito in amministrazione ai vescovi di Alessio.
Divenne abbazia territoriale con la bolla Supra montem Miriditarum di papa Leone XIII del 25 ottobre 1888, con la quale il pontefice le affidò la giurisdizione su cinque parrocchie che erano appartenute alla diocesi di Alessio. L'abbazia territoriale si ingrandì, il 30 dicembre 1890 con tre parrocchie sottratte alla diocesi di Sapë, e il 31 maggio 1894 con altre 5 parrocchie sottratte ancora ad Alessio. Nel 1917 l'abbazia comprendeva circa 25.000 fedeli, distribuiti in una trentina di chiese e cappelle.
Durante il periodo dell'ateismo di stato, l'abbazia territoriale restò vacante dal 1946 al 1996. Nel 1947 morì in carcere don Mark Xhani, che era stato torturato; nel 1948 fu condannato a morte e giustiziato l'ex abate, Frano Gjini, per la sua fedeltà al cristianesimo; nel 1950 morì in carcere per torture la postulante Marije Tuci Sono stati entrambi beatificati il 5 novembre 2016.
Il 7 dicembre 1996 con la bolla Successoris Petri di papa Giovanni Paolo II l'abbazia territoriale fu soppressa e con il suo territorio, unitamente ad una porzione sottratta all'arcidiocesi di Durazzo-Tirana (oggi Tirana-Durazzo), venne eretta la diocesi di Rrëshen.
Originariamente suffraganea dell'arcidiocesi di Scutari, il 25 gennaio 2005 la diocesi è entrata a far parte della provincia ecclesiastica dell'arcidiocesi di Tirana-Durazzo.
L'8 ottobre 2008 la Congregazione per il culto divino e la disciplina dei sacramenti ha confermato sant'Alessandro di Lione patrono principale della diocesi.

## Cronotassi dei vescovi
Si omettono i periodi di sede vacante non superiori ai 2 anni o non storicamente accertati.

### Abati di Orosh
- Prend Doçi † (29 dicembre 1888 - 22 febbraio 1917 deceduto)
  - Sede vacante (1917-1921)
- Joseph Gionali (Gjonali) † (28 agosto 1921 - 13 giugno 1928 nominato vescovo di Sapë)
  - Sede vacante (1928-1930)
- Beato Frano Gjini † (29 giugno 1930 - 4 gennaio 1946 nominato vescovo di Alessio)
  - Sede vacante (1946-1996)

### Vescovi di Rrëshen
- Angelo Massafra, O.F.M. (7 dicembre 1996 - 28 marzo 1998 nominato arcivescovo di Scutari)
  - Sede vacante (1998-2005)
- Cristoforo Palmieri, C.M. (23 novembre 2005 - 15 giugno 2017 ritirato)[7]
- Gjergj Meta, dal 15 giugno 2017

## Statistiche
La diocesi nel 2022 su una popolazione di 171.370 persone contava 50.890 battezzati, corrispondenti al 29,7% del totale.
| anno | popolazione | popolazione | popolazione | presbiteri | presbiteri | presbiteri | presbiteri                | diaconi | religiosi | religiosi | parrocchie |
| anno | battezzati  | totale      | %           | numero     | secolari   | regolari   | battezzati per presbitero | diaconi | uomini    | donne     | parrocchie |
| ---- | ----------- | ----------- | ----------- | ---------- | ---------- | ---------- | ------------------------- | ------- | --------- | --------- | ---------- |
| 1950 | 18.510      | ?           | ?           | 14         | 13         | 1          | 1.322                     |         |           |           | 17         |
| 1999 | 70.000      | 259.000     | 27,0        | 7          |            | 7          | 10.000                    |         | 8         | 10        | 17         |
| 2000 | 70.000      | 260.000     | 26,9        | 7          |            | 7          | 10.000                    |         | 8         | 14        | 17         |
| 2001 | 65.000      | 250.000     | 26,0        | 5          |            | 5          | 13.000                    |         | 6         | 14        | 5          |
| 2002 | 60.000      | 240.000     | 25,0        | 5          | 1          | 4          | 12.000                    |         | 5         | 14        | 17         |
| 2003 | 55.000      | 235.000     | 23,4        | 8          | 4          | 4          | 6.875                     |         | 4         | 16        | 17         |
| 2004 | 57.000      | 240.000     | 23,8        | 7          | 4          | 3          | 8.142                     |         | 3         | 18        | 17         |
| 2007 | 60.400      | 246.600     | 24,4        | 9          | 5          | 4          | 6.700                     |         | 4         | 23        | 17         |
| 2010 | 55.200      | 240.700     | 22,9        | 12         | 8          | 4          | 4.600                     |         | 4         | 26        | 17         |
| 2014 | 55.300      | 241.000     | 22,9        | 8          | 3          | 5          | 6.912                     |         | 5         | 24        | 10         |
| 2017 | 55.200      | 235.000     | 23,5        | 6          | 3          | 3          | 9.200                     |         | 3         | 22        | 10         |
| 2020 | 51.475      | 173.351     | 29,7        | 7          | 4          | 3          | 7.353                     |         | 3         | 24        | 9          |
| 2022 | 50.890      | 171.370     | 29,7        | 7          | 4          | 3          | 7.270                     |         | 4         | 25        | 13         |